# Safarbarlik
Le safarbarlik (en turc ottoman : سفر برلك) désigne la politique de conscription mise en place dans l'Empire ottoman lors de la Seconde guerre des Balkans et la Première Guerre mondiale, au début du XXe siècle.
Le mot seferberlik signifie en turc mobilisation ; en persan,  seferber veut dire « être prêt pour la guerre ». 
De nombreux Arabes de Bilād al-Shām (levantins) ayant été enrôlés dans les troupes ottomanes, safar barlik a pris une signification particulière en arabe, langue dans laquelle il désignait « le voyage », et était associé aux longues marches imposées aux soldats. La mémoire des souffrances liées au Safar Barlik est pérennisée dans de nombreuses œuvres artistiques (romans, films, pièces de théâtre).
Cette politique de conscription du safarbarlik comporta, outre l'enrôlement forcé de nombreux Syriens, des déportations de nombreuses familles syriennes (6 000, d'après une source contemporaine[Qui ?]) vers l'Anatolie sur les ordres de Djemal Pacha. Elle a aggravé la grande famine de 1915-1918, dans la mesure où les paysans enrôlés ne pouvaient pas travailler la terre. 

## Dans les arts
- 1917, «Safarbarlik», poème du Libanais Youssef Francis al-Birri[2]
- 1966  Safar barlek (film) de  Henry  Barakat,  avec la chanteuse libanaise Fairuz[1]
- 1993 'Urs halabi wa-hikayat min Safarbarlik (Mariage alépin et histoire de safar barlik) roman du Syrien Abdul-Fattah Ruwas Qalaji[2]
- 1993 Shirwāl Barhum: Ayyām min safarbarlik (Le pantalon de Bayhoum, les jours du safarbarlik), roman de la Syrienne Nadiya al Ghazzi[3]
- 1994 Safar  Barlik, pièce de théâtre de MamdūḥʿAdwān  jouée à Damas[1]
- années 1990 : quatre téléfilms  : Al-Farārī  [The  Deserter], de Ghassān  Jābirī; Ath-Thurāya  [The  Pleiades],  de  Ḥaitham  Ḥaqqī; Layālī  aṣ-Ṣāliḥīya [Ṣāliḥīya  Nights], de  Bassām  al-Mallā;   Ikhwat  at-Turāth  [Siblings  of  Heritage], de  Ḥassan al-Yūssuf et Najdat al-Anwar[1].
- 2019 Safar Barlik roman du Saoudien Maqbool Al-Alawi, édition Dar Al- Saqi[4]